# Elliott (Caroline du Sud)
Pour les articles homonymes, voir Elliott.
Elliott est une census-designated place située dans le comté de Lee, dans l’État de Caroline du Sud, aux États-Unis. Lors du recensement de 2020, elle comptait 370 habitants.